# I’m no Angel!! – Tenshi Ja Nai!!
I’m no Angel!! – Tenshi Ja Nai!! (jap. 天使じゃない!!, deutsch etwa Ich bin kein Engel!!) ist eine Manga-Serie der japanischen Zeichnerin Takako Shigematsu, die etwa 1600 Seiten umfasst. Die Geschichte handelt von einem Mädchen, das von vielen geliebt wird, und einem Jungen, der vorgibt ein Mädchen zu sein. Der Shōjo-Manga lässt sich in die Genres Komödie, Romantik und Drama einordnen.

## Handlung
Die Eltern des Mädchens Hikaru Takabayashi ziehen nach Frankreich um. Da Hikaru nicht mit will, bleibt sie in Japan und geht auf eine Mädchenschule. Dort lernt sie bald die Schauspielerin Izumi Kido kennen, die sie aus einer Meute Fans rettet. Dabei entdeckt sie, dass Izumi in Wirklichkeit ein Junge ist. Dieser erpresst sie, ihn nicht zu verraten. Zur gleichen Zeit verliebt sich Hikaru in ihren jungen Musiklehrer Tsukasa Ayase, der ihre Liebe nach einiger Zeit auch erwidert.
Zugleich verliebt sich Izumi in Hikaru und ist enttäuscht, dass diese nun mit ihrem Lehrer ausgeht. Hayato Kurobe wiederum, Mitglied eines Komiker-Duos (Kansai-Manzai) mit Kaoru Habashi, hat sich in Izumi verliebt, den er wie alle anderen für ein Mädchen hält. Izumis Manager Yasukuni Inukai versucht diesen Eindruck auch aufrechtzuerhalten und arbeitet dafür auch in der Mädchenschule als Hausmeister, um Izumi besser kontrollieren zu können. Bald verliebt sich auch Hayatos Partner Kaoru in Hikaru.
Nach einiger Zeit jedoch beendet Tsukasa Ayase die Beziehung zu Hikaru und verlässt bald darauf auch die Schule. Nun kann Izumi Hikaru seine Liebe gestehen, bereits zuvor hat er sie zu seiner zweiten Managerin gemacht, damit sie sein Geheimnis nicht verrät. Schließlich entdecken Hayata und Kaoru doch, dass Izumi ein Junge ist und Izumi und Hikaru werden ein Paar.

## Veröffentlichungen
Der Manga erschien in Japan von Februar 2003 bis Mai 2006 als Fortsetzungsgeschichte im Manga-Magazin Princess. Der Verlag Akita Shoten brachte die Einzelkapitel auch in acht Sammelbänden heraus. Von Mai 2008 bis Juli 2009 erschienen unter dem Titel I’m no Angel!! – Tenshi Ja Nai!! alle acht Bände des Mangas in Deutschland bei Egmont Manga & Anime. Die Übersetzung stammt von Christine Steinle. Von 2004 bis 2006 erschien eine koreanische Übersetzung, bei einem taiwanischen Verlag folgte eine chinesische. Auf Englisch wurde der Manga von Go! Comi von 2005 bis 2007 veröffentlicht und bei Taifu Comics erschien er in Frankreich.

## Rezeption
Jason Thompson nennt die Serie „trashig aber unterhaltsam“. Im Unterschied zu vielen anderen Shōjo-Serien werde die Dreiecksbeziehung ausführlicher erzählt, anstatt dass die Protagonistin sich schon kurz nach Beginn auf einen der möglichen Liebhaber festlegt. Die romantischen Szenen seien auf ihre übertriebene Weise auch unterhaltsam, die Geschehnisse und Wendungen aber unrealistisch. Die Zeichnung der Charaktere sei steif, aber durch Nutzung von Rasterfolie, Blumen und Effekten seien die Seiten trotzdem schön anzuschauen. Die Geschichte biete zu Beginn wenig Romantik und Comedy, sondern widme sich der Einführung der Charaktere, so die deutsche Zeitschrift AnimaniA, dies jedoch mit hoher Dynamik und interessanten Figuren. Die Zeichnungen seien realistischer als beim durchschnittlichen Shōjo-Manga.